# Matrjoschka (Fernsehserie)
Matrjoschka ist eine US-amerikanische Dramedy-Serie von Natasha Lyonne, Amy Poehler und Leslye Headland, die im Februar 2019 über den Streamingdienst Netflix ihre Premiere feierte. Die Serie handelt von einer Frau, die die Nacht ihres 36. Geburtstags wie in einer Zeitschleife immer wieder erlebt. Jedes Mal stirbt sie, nur um jedes Mal wieder auf der Toilette der Party zu Bewusstsein zu kommen. Sie muss erst eine Wandlung durchleben, bevor sie aus diesem Kreislauf ausbrechen kann. Neben Lyonne selbst sieht man in weiteren Rollen Greta Lee, Yul Vazquez, Charlie Barnett und Elizabeth Ashley. Im Juni 2019 wurde die Serie um eine zweite Staffel verlängert, die im April 2022 ihre Premiere feierte.
Die Macher der Serie sagten in Interviews, sie hätten Ideen für eine dritte Staffel.  Netflix hat die Serie weder verlängert noch eingestellt.

## Besetzung und Synchronisation
Die Synchronisation der Serie wurde bei der Berliner Synchron nach einem Dialogbuch und unter der Dialogregie von Heike Schroetter erstellt. In Staffel 2 geschah dies durch Dirk Müller bei der Iyuno-SDI Group Germany.

### Hauptbesetzung
| Rolle          | Darsteller       | Synchronsprecher                                      |
| -------------- | ---------------- | ----------------------------------------------------- |
| Nadia Vulvokov | Natasha Lyonne   | Victoria Sturm                                        |
| Maxine         | Greta Lee        | Christin Marquitan                                    |
| John Reyes     | Yul Vazquez      | Armin Schlagwein                                      |
| Alan Zaveri    | Charlie Barnett  | Niclas Lutz (Staffel 1) Sebastian Fitzner (Staffel 2) |
| Ruth Brenner   | Elizabeth Ashley | Judy Winter                                           |

### Nebenbesetzung
| Rolle        | Darsteller         | Synchronsprecher  |
| ------------ | ------------------ | ----------------- |
| Lizzy        | Rebecca Henderson  | Heike Schroetter  |
| Ferran       | Ritesh Rajan       | Jacob Weigert     |
| Mike Kershaw | Jeremy Lowell Bobb | Viktor Neumann    |
| Beatrice     | Dascha Polanco     | Patrizia Carlucci |
| Ryan         | Yoni Lotan         | Gerrit Hamann     |
| Horse        | Brendan Sexton III | Asad Schwarz      |
| Sanitäter    | Max Knoblauch      | Marc Bluhm        |
| Bob          | Ken Beck           | Samir Fuchs       |
| War Dog      | Waris Ahluwalia    | Dennis Sandmann   |
| Joe          | Burt Young         | Victor Deiß       |

### Gastdarsteller
| Rolle             | Darsteller           | Synchronsprecher  |
| ----------------- | -------------------- | ----------------- |
| Dr. Daniel        | David Cale           | Matthias Klages   |
| Bruce             | Devin Ratray         | Sven Fechner      |
| Peter             | Stephen Adly Guirgis | Werner Böhnke     |
| Shifra            | Tami Sagher          | Meriam Abbas      |
| Rabbi             | Jonathan Hadary      | Michael Pan       |
| Dr. Erikah Zivari | Lillias White        | Ulrike Möckel     |
| Jordana           | Charisma Glasper     | Maxi Geithner     |
| Lenora Vulvokov   | Chloë Sevigny        | Berenice Weichert |
| Ruth (jung)       | Annie Murphy         | Marina Krogull    |

## Episodenliste

### Staffel 1
| Nr. (ges.)                                                                                 | Nr. (St.) | Deutscher Titel                    | Originaltitel                 | Regie           | Drehbuch                                                             |
| ------------------------------------------------------------------------------------------ | --------- | ---------------------------------- | ----------------------------- | --------------- | -------------------------------------------------------------------- |
| 1                                                                                          | 1         | Nichts auf dieser Welt ist einfach | Nothing in This World Is Easy | Leslye Headland | Leslye Headland Idee: Natasha Lyonne & Leslye Headland & Amy Poehler |
| 2                                                                                          | 2         | Die Flucht                         | The Great Escape              | Leslye Headland | Natasha Lyonne & Amy Poehler                                         |
| 3                                                                                          | 3         | Ein warmer Körper                  | A Warm Body                   | Leslye Headland | Allison Silverman                                                    |
| 4                                                                                          | 4         | Alans Routine                      | Alan’s Routine                | Jamie Babbit    | Cirocco Dunlap & Leslye Headland                                     |
| 5                                                                                          | 5         | Überlegenheitskomplex              | Superiority Complex           | Jamie Babbit    | Jocelyn Bioh                                                         |
| 6                                                                                          | 6         | Reflexion                          | Reflection                    | Jamie Babbit    | Flora Birnbaum                                                       |
| 7                                                                                          | 7         | Der Ausweg                         | The Way Out                   | Leslye Headland | Allison Silverman Idee: Leslye Headland & Allison Silverman          |
| 8                                                                                          | 8         | Ariadne                            | Ariadne                       | Natasha Lyonne  | Natasha Lyonne                                                       |
| Am 1. Februar 2019 wurden alle Folgen der Staffel gleichzeitig bei Netflix veröffentlicht. |           |                                    |                               |                 |                                                                      |

### Staffel 2
| Nr. (ges.)                                                                                | Nr. (St.) | Deutscher Titel           | Originaltitel      | Regie          | Drehbuch                               |
| ----------------------------------------------------------------------------------------- | --------- | ------------------------- | ------------------ | -------------- | -------------------------------------- |
| 9                                                                                         | 1         | Nirgendwann               | Nowhen             | Natasha Lyonne | Natasha Lyonne                         |
| 10                                                                                        | 2         | Coney Island Baby         | Coney Island Baby  | Alex Buono     | Allison Silverman & Zakiyyah Alexander |
| 11                                                                                        | 3         | Flucht der Intelligenzija | Brain Drain        | Natasha Lyonne | Natasha Lyonne & Alice Ju              |
| 12                                                                                        | 4         | Von Station zu Station    | Station to Station | Alex Buono     | Alice Ju, Lizzie Rose & Natasha Lyonne |
| 13                                                                                        | 5         | Eine vorzügliche Leiche   | Exquisite Corpse   | Alex Buono     | Allison Silverman                      |
| 14                                                                                        | 6         | Schrödingers Ruth         | Schrödinger’s Ruth | Alex Buono     | Cirocco Dunlap                         |
| 15                                                                                        | 7         | Matrjoschka               | Matryoshka         | Natasha Lyonne | Natasha Lyonne & Alice Ju              |
| Am 20. April 2022 wurden alle Folgen der Staffel gleichzeitig bei Netflix veröffentlicht. |           |                           |                    |                |                                        |